# Кингпетч, Поне
Поне Кингпетч (тайск. โผน กิ่งเพชร) также известный как Мана Сридокбуаб (англ. Mana Sridokbuab, 12 февраля 1935, Бангкок, Таиланд — 31 марта 1982, Huahin, Таиланд) — тайский боксёр-профессионал, выступавший в наилегчайшей (Flyweight) весовой категории. Чемпион мира по версии ВБА (WBA).

## Результаты боёв
| Бой | Дата | Соперник | Судьи | Место боя | Раундов | Результат | Дополнительно |
| --- | ---- | -------- | ----- | --------- | ------- | --------- | ------------- |
|     |      |          |       |           |         |           |               |
| Бой | Дата | Соперник | Судьи | Место боя | Раундов | Результат | Дополнительно |